# میگل مارتین
میگل مارتین (انگلیسی: Miguel Martín؛ زادهٔ ۱ اکتبر ۱۹۹۷) بازیکن فوتبال اهل اسپانیا است.